# Fourth United States Army
La Fourth United States Army fu un'armata dell'Esercito degli Stati Uniti. Creata nel 1932, servì principalmente come unità di difesa statica negli Stati Uniti continentali e di centro di addestramento al combattimento per le truppe statunitensi; disattivata nel 1971, fu riattivata con i medesimi ruoli nel 1984 salvo essere nuovamente disattivata nel 1991.

## Storia
La Fourth Army fu organizzata una prima volta nel 1922 con sede a New York come unità della Riserva organizzata. L'armata divenne parte dell'esercito regolare il 9 agosto 1932 inizialmente come unità inattiva, per poi essere portata alla condizione operativa il 1º ottobre 1933 con sede presso la base militare del Presidio di San Francisco, in California. Il quartier generale dell'armata rimase a San Francisco fino al gennaio 1944, quando si trasferì presso la base militare di Fort Sam Houston di San Antonio, in Texas.
Durante la seconda guerra mondiale la Fourth Army non venne impiegata al fronte e rimase schierata negli Stati Uniti continentali principalmente con l'incarico di forza di difesa statica della costa occidentale statunitense, nonché fungendo da centro di addestramento al combattimento per le unità tattiche destinate alle altre armate oltreoceano. Il ruolo di unità d'addestramento proseguì anche negli anni 1960 quando la Fourth Army assunse la gestione di "Tigerland", una scuola di addestramento militare situata a Fort Polk in Louisiana specificamente destinata alla preparazione al combattimento delle reclute di fanteria destinate a operare nella guerra del Vietnam; durante la crisi dei missili di Cuba del 1962, la Fourth Army schierò alcune delle sue unità in Florida in vista di un eventuale impiego operativo. L'armata fu infine disattivata nel luglio 1971, venendo assorbita dalla Fifth United States Army dopo il trasferimento del comando di quest'ultima a Fort Sam Houston.
Il quartier generale della Fourth Army fu riattivato nel 1984 con sede a Fort Sheridan in Illinois; l'armata continuò a funzionare come centro di preparazione al combattimento per le truppe statunitensi, e durante la guerra del Golfo fornì addestramento a più di 20000 soldati. La Fourth Army fu infine disattivata nel settembre 1991